# Simning vid världsmästerskapen i simsport 2024 – Damernas 50 meter fjärilsim
Damernas 50 meter fjärilsim vid världsmästerskapen i simsport 2024 avgjordes mellan den 16 och 17 februari 2024 i Aspire Dome i Doha i Qatar.
Svenska Sarah Sjöström tog guld efter ett lopp på 24,63 sekunder. Silvret togs av franska Mélanie Henique och bronset togs av egyptiska Farida Osman.

## Rekord
Inför tävlingens start fanns följande världs- och mästerskapsrekord:
|                   | Namn           | Nation  | Tid   | Ort              | Datum        |
| ----------------- | -------------- | ------- | ----- | ---------------- | ------------ |
| Världsrekord      | Sarah Sjöström | Sverige | 24,43 | Borås, Sverige   | 5 juli 2014  |
| Mästerskapsrekord | Sarah Sjöström | Sverige | 24,60 | Budapest, Ungern | 29 juli 2017 |

## Resultat

### Försöksheat
Försöksheaten startade den 16 februari klockan 10:33.
| Placering | Heat | Bana | Namn                        | Nationalitet                 | Tid   | Noteringar |
| --------- | ---- | ---- | --------------------------- | ---------------------------- | ----- | ---------- |
| 1         | 7    | 4    | Sarah Sjöström              | Sverige                      | 24,88 | 0Q0        |
| 2         | 6    | 4    | Mélanie Henique             | Frankrike                    | 25,44 | 0Q0        |
| 3         | 6    | 5    | Erin Gallagher              | Sydafrika                    | 25,69 | 0Q0        |
| 4         | 5    | 4    | Farida Osman                | Egypten                      | 25,88 | 0Q0        |
| 5         | 7    | 6    | Alexandria Perkins          | Australien                   | 25,89 | 0Q0        |
| 6         | 7    | 3    | Angelina Köhler             | Tyskland                     | 25,92 | 0Q0        |
| 7         | 5    | 7    | Kim Busch                   | Nederländerna                | 25,93 | 0Q0        |
| 8         | 6    | 6    | Louise Hansson              | Sverige                      | 25,98 | 0Q0        |
| 9         | 6    | 2    | Brianna Throssell           | Australien                   | 26,04 | 0Q0        |
| 10        | 5    | 2    | Yu Yiting                   | Kina                         | 26,06 | 0Q0        |
| 11        | 6    | 3    | Neža Klančar                | Slovenien                    | 26,07 | 0Q0        |
| 12        | 7    | 5    | Maaike de Waard             | Nederländerna                | 26,13 | 0Q0        |
| 13        | 5    | 3    | Anna Ntountounaki           | Grekland                     | 26,26 | 0Q0        |
| 14        | 4    | 6    | Anastasija Kuljasjova       | Neutrala oberoende idrottare | 26,32 | 0Q0        |
| 15        | 7    | 7    | Sofia Spodarenko            | Kazakstan                    | 26,38 | 0Q0        |
| 16        | 6    | 7    | Paulina Peda                | Polen                        | 26,44 | 0Q0        |
| 17        | 5    | 6    | Roos Vanotterdijk           | Belgien                      | 26,47 |            |
| 17        | 7    | 2    | Katerine Savard             | Kanada                       | 26,47 |            |
| 19        | 4    | 5    | Lismar Lyon                 | Venezuela                    | 26,57 |            |
| 20        | 6    | 1    | Julia Maik                  | Polen                        | 26,75 |            |
| 21        | 6    | 8    | Quah Ting Wen               | Singapore                    | 26,78 |            |
| 22        | 6    | 0    | Jenjira Srisaard            | Thailand                     | 26,84 |            |
| 22        | 7    | 1    | Sonia Laquintana            | Italien                      | 26,84 |            |
| 24        | 5    | 8    | Chiharu Iitsuka             | Japan                        | 26,85 |            |
| 25        | 4    | 2    | Emma Harvey                 | Bermuda                      | 26,88 | 0NR0       |
| 26        | 7    | 9    | Huang Mei-chien             | Kinesiska Taipei             | 27,07 |            |
| 27        | 7    | 8    | Tam Hoi Lam                 | Hongkong                     | 27,09 |            |
| 28        | 7    | 0    | Tayde Sansores              | Mexiko                       | 27,18 |            |
| 29        | 5    | 9    | Sirena Rowe                 | Colombia                     | 27,29 |            |
| 30        | 4    | 3    | Jasmine Alkhaldi            | Filippinerna                 | 27,32 |            |
| 31        | 4    | 1    | Amel Melih                  | Algeriet                     | 27,34 |            |
| 32        | 5    | 0    | Jessica Calderbank          | Jamaica                      | 27,47 |            |
| 33        | 4    | 4    | Marina Spadoni              | El Salvador                  | 27,64 |            |
| 34        | 4    | 7    | Gabriela Ņikitina           | Lettland                     | 27,87 |            |
| 35        | 4    | 8    | Luana Alonso                | Paraguay                     | 28,06 |            |
| 36        | 4    | 0    | Jóhanna Elin Guðmundsdóttir | Island                       | 28,19 |            |
| 37        | 4    | 9    | Imara Thorpe                | Kenya                        | 28,34 |            |
| 38        | 3    | 5    | Adaku Nwandu                | Nigeria                      | 28,87 |            |
| 39        | 3    | 6    | Cheang Weng Chi             | Macao                        | 29,03 |            |
| 40        | 3    | 3    | Victoria Russell            | Bahamas                      | 29,16 |            |
| 41        | 3    | 4    | Cherelle Thompson           | Trinidad och Tobago          | 29,58 |            |
| 42        | 1    | 3    | Kirabo Namutebi             | Uganda                       | 29,62 |            |
| 43        | 2    | 2    | Mia Laban                   | Cooköarna                    | 30,08 |            |
| 44        | 3    | 2    | Naekeisha Louis             | Saint Lucia                  | 30,44 |            |
| 45        | 3    | 1    | Ekaterina Bordachyova       | Tadzjikistan                 | 30,65 |            |
| 46        | 2    | 1    | Denise Donelli              | Moçambique                   | 30,69 |            |
| 47        | 3    | 7    | Mira Al-Shehhi              | Förenade arabemiraten        | 30,82 |            |
| 48        | 3    | 8    | Taffi Illis                 | Sint Maarten                 | 31,37 |            |
| 49        | 2    | 8    | Rana Saadeldin              | Sudan                        | 32,03 |            |
| 50        | 3    | 0    | Arleigha Hall               | Turks- och Caicosöarna       | 32,94 |            |
| 51        | 2    | 6    | Amylia Chali                | Tanzania                     | 33,14 |            |
| 52        | 2    | 5    | Galyah Mikel                | Palau                        | 35,60 |            |
| 53        | 3    | 9    | Jessica Makwenda            | Malawi                       | 35,65 |            |
| 54        | 1    | 4    | Grâce Nguelo'o              | Kamerun                      | 35,96 |            |
| 55        | 2    | 7    | Neema Nyirabyenda           | Rwanda                       | 36,27 |            |
| 56        | 2    | 4    | Lina Selo                   | Etiopien                     | 36,34 |            |
| 57        | 2    | 3    | Daknishael Sanon            | Haiti                        | 36,94 |            |
| —         | 5    | 1    | Tamara Potocká              | Slovakien                    | 0DSQ0 | 0DSQ0      |
| —         | 1    | 5    | Hearmela Melke              | Eritrea                      | 0DNS0 | 0DNS0      |
| —         | 2    | 0    | Yaba Kamara                 | Sierra Leone                 | 0DNS0 | 0DNS0      |
| —         | 5    | 5    | Claire Curzan               | USA                          | 0DNS0 | 0DNS0      |
| —         | 6    | 9    | Barbora Seemanová           | Tjeckien                     | 0DNS0 | 0DNS0      |

### Semifinaler
Semifinalerna startade den 16 februari klockan 20:17.
| Placering | Heat | Bana | Namn                  | Nationalitet                 | Tid   | Noteringar |
| --------- | ---- | ---- | --------------------- | ---------------------------- | ----- | ---------- |
| 1         | 2    | 4    | Sarah Sjöström        | Sverige                      | 25,08 | 0Q0        |
| 2         | 1    | 4    | Mélanie Henique       | Frankrike                    | 25,27 | 0Q0        |
| 3         | 1    | 5    | Farida Osman          | Egypten                      | 25,80 | 0Q0        |
| 4         | 1    | 2    | Yu Yiting             | Kina                         | 25,81 | 0Q0, WD    |
| 4         | 2    | 3    | Alexandria Perkins    | Australien                   | 25,81 | 0Q0        |
| 6         | 2    | 5    | Erin Gallagher        | Sydafrika                    | 25,86 | 0Q0        |
| 7         | 2    | 2    | Brianna Throssell     | Australien                   | 25,97 | 0Q0        |
| 8         | 1    | 3    | Angelina Köhler       | Tyskland                     | 25,98 | QSO        |
| 8         | 2    | 1    | Anna Ntountounaki     | Grekland                     | 25,98 | QSO        |
| 10        | 1    | 6    | Louise Hansson        | Sverige                      | 26,01 |            |
| 11        | 1    | 7    | Maaike de Waard       | Nederländerna                | 26,05 |            |
| 12        | 2    | 7    | Neža Klančar          | Slovenien                    | 26,08 |            |
| 13        | 2    | 6    | Kim Busch             | Nederländerna                | 26,25 |            |
| 14        | 1    | 8    | Paulina Peda          | Polen                        | 26,44 |            |
| 15        | 2    | 8    | Sofia Spodarenko      | Kazakstan                    | 26,46 |            |
| 16        | 1    | 1    | Anastasija Kuljasjova | Neutrala oberoende idrottare | 26,57 |            |

#### Omsimning
Omsimningen startade den 16 februari klockan 21:10.
| Placering | Bana | Namn              | Nationalitet | Tid   | Noteringar |
| --------- | ---- | ----------------- | ------------ | ----- | ---------- |
| 1         | 4    | Angelina Köhler   | Tyskland     | 25,79 | 0Q0        |
| 2         | 5    | Anna Ntountounaki | Grekland     | 25,97 | 0Q0        |

### Final
Finalen startade den 17 februari klockan 19:02.
| Placering | Bana | Namn               | Nationalitet | Tid   | Noteringar |
| --------- | ---- | ------------------ | ------------ | ----- | ---------- |
| 1         | 4    | Sarah Sjöström     | Sverige      | 24,63 |            |
| 2         | 5    | Mélanie Henique    | Frankrike    | 25,44 |            |
| 3         | 3    | Farida Osman       | Egypten      | 25,67 |            |
| 4         | 7    | Erin Gallagher     | Sydafrika    | 25,69 |            |
| 5         | 8    | Angelina Köhler    | Tyskland     | 25,71 |            |
| 6         | 2    | Alexandria Perkins | Australien   | 25,85 |            |
| 7         | 6    | Anna Ntountounaki  | Grekland     | 25,89 |            |
| 8         | 1    | Brianna Throssell  | Australien   | 25,96 |            |